# 陆颂善
陆颂善（1919年—？），男，原籍浙江吴兴，生于上海，中国飞机制造技术专家，曾任西安172厂副厂长兼总工程师、代厂长，第四届全国人大代表。